# Cynomops planirostris
Cynomops planirostris är en fladdermusart som först beskrevs av Peters 1866.  Cynomops planirostris ingår i släktet Cynomops och familjen veckläppade fladdermöss. Inga underarter finns listade i Catalogue of Life.
Arten blir 50 till 66 mm lång (huvud och bål), har en 22 till 30 mm lång svans och väger 10 till 17 g. Den har rödbrun till mörkbrun eller nästan svart päls på ovansidan och en ljusare gråbrun päls på undersidan. Ljusast till nästan vit är halsen och bukens mitt. Denna fladdermus har korta öron som inte är sammanlänkade på hjässan.
Arten förekommer i norra Sydamerika öster om Anderna fram till Bolivia, Paraguay och norra Argentina. Den vistas främst i skogar nära vattendrag. Fladdermusen når i Andernas låga delar 700 meter över havet. Cynomops planirostris besöker även savanner och träskmarker. För en population i Panama är omstridd om den tillhör Cynomops planirostris eller en annan art av samma släkte.
Individerna vilar bland annat i ihåliga träd och i byggnader. Där bildar de oftast flockar med upp till åtta individer. Sällan förekommer kolonier med några hundra medlemmar.